# UTC+2

Часові пояси в Європі

UTC+2 — другий часовий пояс, центральним меридіаном якого є 30° сх. д, а західні й східні меридіани дорівнюють 22°30' сх. д. і 37°30' сх. д. відповідно. Час тут на дві години випереджає всесвітній та збігається з київським.
Географічно пояс охоплює Центральну та Східну Європу, Малу Азію, Близький Схід (Середземномор'я), Центрально-Східну та Південну Африку, однак час цього поясу запроваджений не всюди.
У навігації позначається літерою B (Часова зона Bravo).

## Часові зони зі зміщенням UTC+2
- EET — Східноєвропейський час
- IST — Ізраїльський стандартний час
- CAT — Центральноафриканський час
- SAST — Південноафриканський стандартний час*
- CEST — Центральноєвропейський літній час*
- WAST — Західноафриканський літній час* (зараз не використовується)

## Використання часу UTC+2

### Постійно протягом року
- Ботсвана
- Бурунді
- ДР Конго (Верхнє Уеле, Верхнє Ломамі, Верхня Катанга, Ітурі, Касаї, Ломамі, Луалаба, Лулуа, Манієма, Південне Ківу, Північне Ківу, Нижнє Уеле, Санкуру, Східне Касаї, Танганьїка, Чопо)
- Замбія
- Зімбабве
- Лесото
- Лівія
- Мозамбік
- Намібія
- ПАР
- Південний Судан
- Росія — част.:
  - Калінінградська область
- Руанда
- Есватіні
- Судан

### З переходом на літній час
- Болгарія
- Греція
- Естонія
- Єгипет
- Ізраїль, у тому числі  Палестина
- Кіпр, у тому числі  Північний Кіпр
- Латвія
- Литва
- Ліван
- Україна
- Молдова, у тому числі  Придністров'я
- Румунія
- Фінляндія, у тому числі  Аландські острови

### Як літній час
- Австрія
- Албанія
- Андорра
- Бельгія
- Боснія і Герцеговина
- Ватикан
- Данія
- Іспанія
- Італія
- Ліхтенштейн
- Люксембург
- Північна Македонія
- Мальта
- Монако
- Нідерланди
- Німеччина
- Норвегія, у тому числі:
  -  Свальбард
  -  Ян-Маєн
- Польща
- Сан-Марино
- Сербія, у тому числі:
  -  Косово
- Словаччина
- Словенія
- Угорщина
- Франція
- Хорватія
- Чехія
- Чорногорія
- Швейцарія
- Швеція

## Історія використання
Додатково час UTC+2 використовувався:

### Як стандартний час
- Білорусь (1991-2011)[3]
- Йорданія (до 2022 року)
- Лівія
- Південний Судан (до 2000 року, як частина Судану)
- Польща
- Росія, у таких регіонах:
  - Адигея (1991-1992)
  - Дагестан (1991-1992)
  - Інгушетія (1991-1992)
  - Кабардино-Балкарія (1991-1992)
  - Калмикія (1991-1992)
  - Карачаєво-Черкесія (1991-1992)
  - Карелія (1924-1930, 1991-1992)
  - Комі (1991-1992)
  - Марій Ел (1991-1992)
  - Мордовія (1991-1992)
  - Північна Осетія (1991-1992)
  - Татарстан (1991-1992)
  - Республіка Удмуртія (1991-1992)
  - Чечня (1991-1992)
  - Чувашія (1991-1992)
  - Краснодарський край (1991-1992)
  - Ставропольський край (1991-1992)
  - Архангельська область (1991-1992)
  - Астраханська область (1991-1992)
  - Бєлгородська область (1924-1930, 1991-1992)
  - Брянська область (1924-1930, 1991-1992)
  - Володимирська область (1991-1992)
  - Волгоградська область (1991-1992)
  - Вологодська область (1991-1992)
  - Воронезька область (1991-1992)
  - Івановська область (1991-1992)
  - Калінінградська область (1989-1991, 1991-2011, з 2014)
  - Калузька область (1924-1930, 1991-1992)
  - Кіровська область (1991-1992)
  - Костромська область (1991-1992)
  - Курська область (1924-1930, 1991-1992)
  - Ленінградська область (1924-1930, 1991-1992)
  - Липецька область (1991-1992)
  - Московська область (1924-1930, 1991-1992)
  - Мурманська область (1924-1930, 1991-1992)
  - Нижньогородська область (1991-1992)
  - Новгородська область (1924-1930, 1991-1992)
  - Орловська область (1924-1930, 1991-1992)
  - Пензенська область (1991-1992)
  - Псковська область (1924-1930, 1991-1992)
  - Ростовська область (1991-1992)
  - Рязанська область (1991-1992)
  - Самарська область (1991)
  - Саратовська область (1991-1992)
  - Смоленська область (1924-1930, 1991-1992)
  - Тамбовська область (1991-1992)
  - Тверська область (1924-1930, 1991-1992)
  - Тульська область (1924-1930, 1991-1992)
  - Ульяновська область (1991-1992)
  - Ярославська область (1991-1992)
  - Москва (1924-1930, 1991-1992)
  - Санкт-Петербург (1991-1992)
- Сирія (до 2022 року)
- Судан (до 2000 року та з 2017 року)
- Намібія
- Туреччина

### Як літній час
- Алжир
- Білорусь (окупована Німеччиною територія під час Другої світової війни)
- Болгарія (1942-1945)
- Велика Британія (подвійний літній час під час Другої світової війни)
- Греція (окупована Німеччиною територія під час Другої світової війни)
- Естонія (1918 та під час окупації Німеччиною у Другій світовій війні)
- Ірландія (подвійний літній час під час Другої світової війни)
- Латвія (окупована Німеччиною територія під час Другої світової війни)
- Литва (під час окупації Німеччиною у Другій світовій війні та у 1998-1999)
- Лівія
- Молдова (окупована Німеччиною територія під час Другої світової війни)
- Португалія
- Росія (окупована Німеччиною територія під час Другої світової війни)
  - Калінінградська область (1991)
- Туніс
- Україна (окупована Німеччиною територія під час Другої світової війни)
- Чад